# Gran Premi Etienne De Wilde
El Gran Premi Etienne De Wilde és una cursa ciclista d'un dia belga que es disputa a Laarne al Flandes Oriental. La cursa es creà el 1997, homenatjant a l'antic ciclista Etienne De Wilde.

## Palmarès
| Any  | Vencedor                | Segon            | Tercer                |
| ---- | ----------------------- | ---------------- | --------------------- |
| 1997 | Gino De Weirdt          | Pascal Elaut     | Vadim Volar           |
| 1998 | Peter Schoonjans        | Steven De Champs | Rudy De Vijlder       |
| 1999 | Danny Van der Massen    | Jan Claes        | Scott Suckling        |
| 2000 | Gino De Weirdt          | Jan Claes        | Tom Boonen            |
| 2001 | Nico Mestdach           | Kurt Eeckhout    | Jan Schilder          |
| 2002 | Gino De Weirdt          | Kurt Eeckhout    | Frederik Broché       |
| 2003 | Chris Deckers           | Jeroen Boelen    | Mathieu Heijboer      |
| 2004 | Darius Strole           | Erwin Vervecken  | Bart Heirewegh        |
| 2005 | Jan Verstraeten         | Tom De Meyer     | Geoffrey Demeyere     |
| 2006 | Geoffrey Demeyere       | Michel Vanhaecke | Jan Verstraeten       |
| 2007 | Nico Kuypers            | Niels Albert     | Steven Van Vooren     |
| 2008 | Hayden Roulston         | Bjorn Coomans    | Davy Commeyne         |
| 2009 | Nicky Verdaasdonck      | Karel Baten      | Hamish Haynes         |
| 2010 | Gunter Sterck           | Jo Maes          | Tom Willems           |
| 2011 | Bart Van Speybroeck     | David Geldhof    | Seppe Odeyn           |
| 2012 | Olivier Pardini         | Kess Heytens     | David Geldhof         |
| 2013 | Nicky Verdaasdonck      | Jens Wallays     | Jori Van Steenberghen |
| 2014 | Matthias Van Holderbeke | Benjamin Verraes | Oliver Naesen         |
| 2015 | Tim Merlier             | Alexander Geuens | Glenn Rotty           |
| 2016 | Robbe Ghys              | Jelle Mannaerts  | Alexander Maes        |
| 2017 | Stijn De Bock           | Jelle Mannaerts  | Jelle Cant            |